# オブラドイロCAB
オブラドイロCAB (スペイン語: Obradoiro Clube de Amigos do Baloncesto) は、スペイン・ガリシア州ア・コルーニャ県サンティアゴ・デ・コンポステーラに本拠地を置くバスケットボールチーム。2025-2026シーズンはLEBオロに所属している。ホームアリーナはパベリョン・ムルティウソス・フォンテス・ド・サール。

## 歴史
SDコンポステーラのバスケットボール部門を譲渡され、1970年にオブラドイロCABが設立された。1981-82シーズンはプリメーラ・ディビシオンB（2部）で3位となり、初めてプリメーラ・ディビシオン（1部）に昇格した。1982-83シーズンは26試合で2勝24敗の成績となり、わずか1シーズンでセグンダ・ディビシオンに戻った。
2009年には27年ぶりにリーガACB（1部）昇格を決めた。2009-10シーズン終了後には降格が決定したが、2010-11シーズンはLEBオロ（2部）で2位となり、リーガACB（1部）昇格を決めた。また、コパ・プリンシペ・デ・アストゥリアスで優勝した。2012-13シーズンは18勝18敗で8位となり、プレーオフでは準々決勝でレアル・マドリードに敗れた。

## スポンサー名称

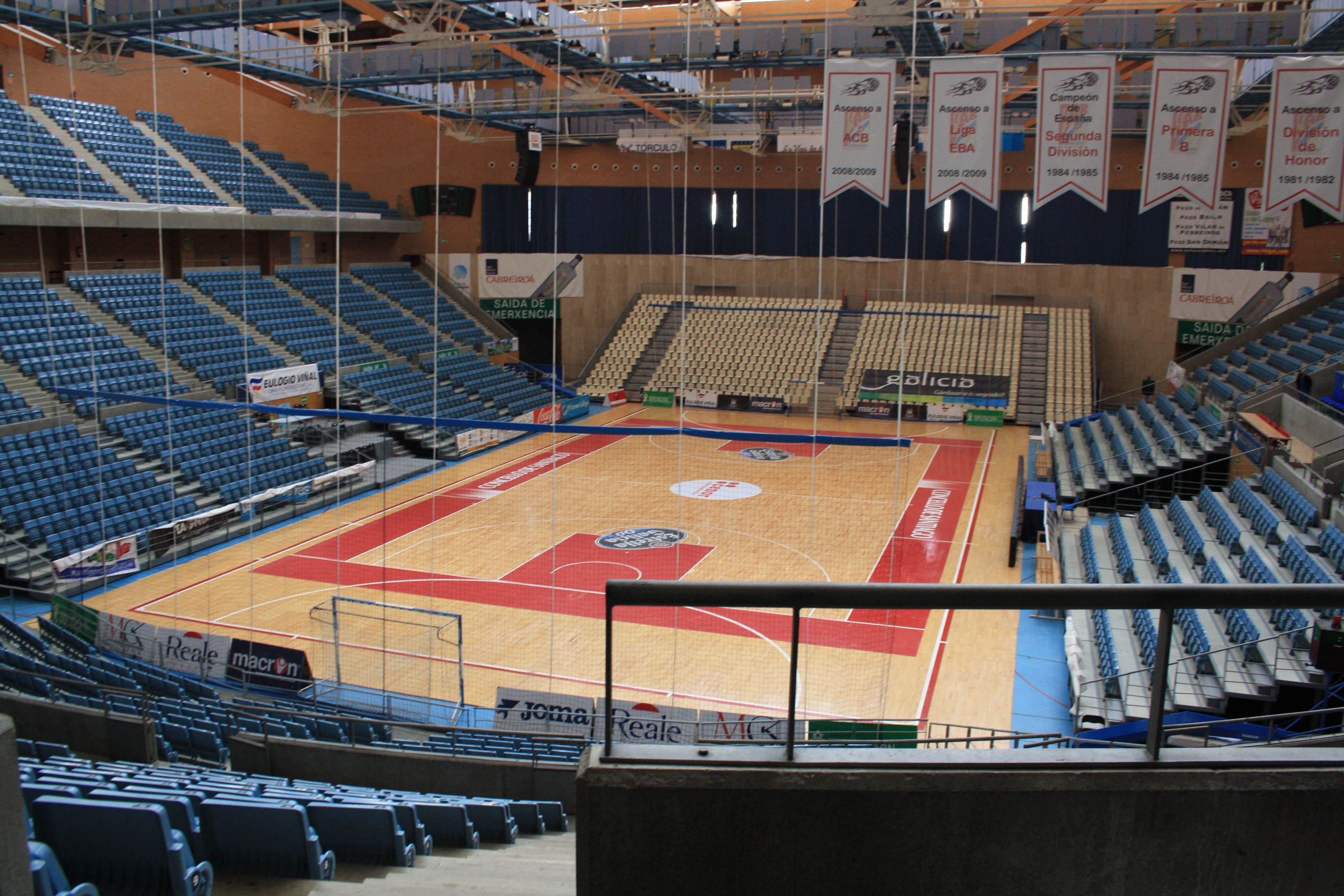
ホームアリーナ

- -2009 オプティカ・バル・オブラドイロ
- 2009-2010 シャコベオ・ブルセンス
- 2010-2013 ブルセンス・モンブス
- 2013-2014 リオ・ナトゥラ・モンブス
- 2014-2017 リオ・ナトゥラ・モンブス・オブラドイロ
- 2017-現在 モンブス・オブラドイロ

## ヘッドコーチ
- 2009-2010  クーロ・セグラ
- 2010-2024  モンチョ・フェルナンデス

## 歴代所属選手
- サラー・メジュリ 2012-2013
- カシアス・ロバートソン 2020-2023
- マイク・マスカラ 2013-2014
- ダニエル・ミラー 2014-2015
- フレッチャー・マギー 2019-2020
- マイク・ダウム 2019-2021
- ジェイク・コーヘン 2020-2021
- スティーブ・イーノック 2020-2021
- カルタル・オズミルラク 2020-2021
- ラウリナス・ベリアウスカス 2020-2022
- ラウリナス・ビルティス 2020-2022
- アルバロ・ムニョス ニック・スパイアーズ 2017-2020

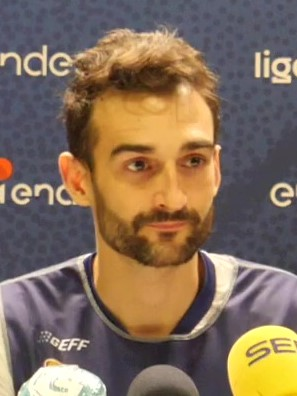
アルバロ・ムニョス

- クリストファー・チェラポヴィチ 2019-2021
- マキシ・クレバー 2014-2015
- アール・キャロウェイ 2019-2020
- デヤン・クラビッチ 2019-2020
- ロスコ・アレン 2016-2017
- ヴラジミール・ブロジアンスキ 2018-2020
- マキシム・デ・ゼーウ 2018-2020
- アルバロ・ムニョス 2019-
- アレイシ・フォント 2019-2020
- ラファエル・ガルシア 2020-2021
- アレハンドロ・スアレス 2020-2024

## 成績
| シーズン | 部  | リーグ    | 順位 | 勝敗  | コパ・デル・レイ | その他大会       | その他大会 |
| -------- | --- | --------- | ---- | ----- | ---------------- | ---------------- | ---------- |
| 2009–10  | 1部 | リーガACB | 17位 | 8–26  |                  |                  |            |
| 2010–11  | 2部 | LEBオロ   | 2位  | 37–8  |                  | コパ・プリンシペ | 優勝       |
| 2011–12  | 1部 | リーガACB | 13位 | 13–21 |                  |                  |            |
| 2012–13  | 1部 | リーガACB | 8位  | 18–18 |                  |                  |            |
| 2013–14  | 1部 | リーガACB | 12位 | 13–21 |                  |                  |            |
| 2014–15  | 1部 | リーガACB | 12位 | 15–19 |                  |                  |            |
| 2015–16  | 1部 | リーガACB | 15位 | 10–24 | ベスト8          |                  |            |
| 2016–17  | 1部 | リーガACB | 13位 | 11–21 |                  |                  |            |
| 2017–18  | 1部 | リーガACB | 12位 | 14–20 |                  |                  |            |
| 2018–19  | 1部 | リーガACB | 15位 | 11–23 |                  | スーペルコパ     | ベスト4    |
| 2019–20  | 1部 | リーガACB |      |       |                  |                  |            |

## タイトル
- コパ・プリンシペ・デ・アストゥリアス: (1)
  - 2011
- コパ・ガリシア: (8)
  - 2010, 2011, 2012, 2013, 2014, 2015, 2016, 2017

## ライバルチーム
同じガリシア州に本拠を置くCBブレオガン、バスケット・コルーニャ、クラブ・オウレンセ・バロンセストとはライバル関係にある。ブレオガンの元会長であるラウル・ロペス・ロペスが2010年6月にブレオガンを離れ、オブラドイロの会長に就任することによってブレオガンとの因縁が深まることとなった。